# Šang-tu
Šang-tu (čínsky pchin-jinem Shàngdū, znaky 上都, doslova „Horní hlavní město“; anglicky a v mnoha dalších jazycích Xanadu), též Kchaj-pching (čínsky pchin-jinem Kāipíng, znaky zjednodušené 开平, tradiční 開平), bylo ve 13. a 14. století letní hlavní město říše Jüan. Leží severně od Velké čínské zdi v dnešním vnitřním Mongolsku, 275 km severně od Pekingu, 28 km severozápadně od současného města Tuo-lun.

## Historie
Vnější město tvořilo čtverec o straně 2 200 m. Uvnitř na jihovýchodní straně leželo ve čtverci o straně 1 400 m vnitřní město, císařský palác v něm zaujímal plochu 550 × 600 m. Město vyprojektoval pro chána Kublaje čínský architekt Liou Ping-čung, bylo postaveno v letech 1252–1256 a pojmenováno Kchaj-pching. Roku 1264 bylo přejmenováno na Šang-tu. Ve dnech jeho slávy zde žilo na 100 000 lidí. Jüanští císaři přejížděli z Ta-tu („Velké hlavní město“, dnešní Peking) do Šang-tu na jaře a vraceli se na podzim, ve snaze o únik před pekingským letním žárem. Nicméně město nebylo ideální – problémem byla relativní vzdálenost od hlavních cest, zásobování vodou a závislost na zásobování z Číny.
Šang-tu roku 1275 navštívil italský kupec Marco Polo, díky jeho popisu krás a bohatství města se, pod názvem Xanadu, stalo symbolem života v bohatství a rozkoši. K rozšíření představy přispěl zejména anglický romantik Samuel Taylor Coleridge básní Kublaj Chán.
Během povstání rudých turbanů byl v prosinci 1358 císařský palác vypálen sungskými vojsky. Rebelové byli záhy z města vytlačeni. Císař říše Jüan (Togon Temür) sem přijel naposledy v srpnu 1368 poté, co před mingskou armádou uprchl z Ta-tu. Už v červnu 1369 mingská armáda město dobyla a císař ustoupil dále na sever. Pod čínskou vládou město ztratilo postavení metropole a bylo mu vráceno jméno Kchaj-pching. Císař Chung-wu se snažil město rozvíjet, usadil zde 5 000 lidí. Jeho syn Ču Ti jej využíval jako východisko pro útoky na sever. V 15. století město ztratilo význam a nakonec bylo opuštěno.
Dnes zůstaly pouze ruiny. Roku 2002 začaly pokusy o rekonstrukci. Čína zbytky města navrhla do seznamu světového dědictví UNESCO, kam bylo zapsáno v červnu 2012.